# Michał Wielhorski (1755–1805)
 (mars 2018).
Si vous disposez d'ouvrages ou d'articles de référence ou si vous connaissez des sites web de qualité traitant du thème abordé ici, merci de compléter l'article en donnant les références utiles à sa vérifiabilité et en les liant à la section « Notes et références ».
Ne doit pas être confondu avec Michał Wielhorski (1730-1794).
Michał Wielhorski (blason Kierdeja), né en 1755 et mort en 1805, est un officier polonais, général pendant la guerre russo-polonaise de 1792 et pendant l'insurrection de Kościuszko en 1794.

## Biographie
Il est le fils de Michał Wielhorski (1730–1794), d'une famille noble du grand-duché de Lituanie, composante avec le royaume de Pologne de la république des Deux Nations.
Il commence sa carrière militaire en Autriche, aux côtés de Joseph-Antoine Poniatowski. En 1788, il est blessé lors d'une bataille contre les Turcs, blessure dont il souffrira le reste de sa vie.
Tous deux se mettent au service de la Pologne en 1789, à l'époque de la Grande Diète. Wielhorski est nommé colonel dans la 2e brigade ukrainienne (1789), et est promu lieutenant général en 1792, placé à la tête de la 2e division ukrainienne. 
Pendant la guerre russo-polonaise de 1792, il combat en Volhynie. Après le ralliement du roi à la confédération de Targowica, alliée des Russes, il donne sa démission et émigre.
Il rentre en Pologne en mai 1794 pour se mettre au service de Tadeusz Kościuszko, commandant en chef de l'insurrection qu'il a lancée le 24 mars. Le 4 juin, Wielhorski est placé à la tête de l'armée de Lituanie à la place de Jakub Jasinski, l'initiateur du soulèvement de Wilno (23 avril). Malade, il est remplacé en août par Stanislas Mokronowski. Kosciuszko essaie de le faire entrer au Conseil de guerre, mais sa nomination est bloquée par la tendance des « Jacobins », alors que Wielhorski fait partie de la tendance conservatrice avec Poniatowski et Mokronowski (les « courtisans »). 
Les traits de Michal Wielhorski restent connus grâce à un portrait gravé par Jean-César Macret d'après Alexandre Kucharski.

## Distinctions
En 1792, il est le troisième récipiendaire de l'ordre Virtuti Militari, après Poniatowski et Kosciuszko.

### Pages connexes
- Insurrection de Kosciuszko